# Duelo musical
Un duelo musical era un tipo de concurso organizado, en el pasado, entre dos músicos de renombre.

Los duelos más conocidos que se han dado en la Historia de la música han sido:
- Johann Jakob Froberger contra Matthias Weckmann.

El encuentro tuvo lugar a Dresde sobre 1650. Pese a que el ganador fue Weckmann, esta confrontación fue fruto de una amistad entre ambos, los cuales se intercambiaron cartas y composiciones a lo largo de sus vidas.
- Georg Friedrich Händel contra Domenico Scarlatti.

Este duelo fue organizado en 1707 en Roma en el palacio del cardenal Ottoboni, aprovechando que el alemán Händel estaba pasando unos días en la ciudad. Este último se proclamó superior con el órgano, mientras que Scarlatti lo hizo con el clavecín. 
- Johann Sebastian Bach contra Louis Marchand.

Marchand evitó este encuentro con Bach, marchándose de Dresde (donde tenía que haber tenido lugar) temprano, en el año 1717, después de haberlo oído tocar a escondidas.
- Wolfgang Amadeus Mozart contra Muzio Clementi.

Esta confrontación fue en Viena el año 1781, en presencia del emperador de Austria José II de Habsburgo. La conclusión fue que Clementi tocó "con arte", mientras que Mozart lo hizo con "arte y gusto".
- Ludwig van Beethoven contra Daniel Steibelt.

Organizado en Viena en 1800. Este duelo entre los dos músicos se tornó en un rotundo fracaso para Steibelt, el cual declaró que no permancería más en la ciudad mientras Beethoven estuviera allí.
- Franz Liszt contra Sigismund Thalberg.

Tuvo lugar en París el año 1837. Liszt fue proclamado vencedor, y de su contrincante llegó a decir que era "un magnífico intérprete, pero un pésimo compositor".